# Гроб на Григор Пърличев
Гробът на Григор Пърличев (на македонска литературна норма: Гроб на Григор Прличев) е погребално съоръжение в град Охрид, Северна Македония.
Гробът е разположен зад църквата „Света Богородица Перивлепта“ на по-ниския охридски рид Дебой. В него са погребани видният български писател и учител Григор Пърличев (1830 - 1893) и синът му българският революционер общественик Кирил Пърличев (1875 — 1944). Гробът е обявен за паметник на културата.